# Little Warley
Little Warley är en ort i unparished area Brentwood, i distriktet Brentwood i grevskapet Essex i England. Orten är belägen 3 km från Brentwood. Little Warley var en civil parish fram till 1934 när blev den en del av Brentwood och Little Burstead. Civil parish hade 395 invånare år 1951.